# NGC 1380
NGC 1380 је спирална галаксија у сазвежђу Пећ која се налази на NGC листи објеката дубоког неба.
Деклинација објекта је - 34° 58' 31" а ректасцензија 3h 36m 27,5s. Привидна величина (магнитуда) објекта NGC 1380 износи 9,9 а фотографска магнитуда 10,9. Налази се на удаљености од 18,325 милиона парсека од Сунца. NGC 1380 је још познат и под ознакама ESO 358-28, MCG -6-9-2, AM 0334-350, FCC 167, IRAS 03345-3508, PGC 13318.